# سرشماری (فیلم ۱۹۹۸)
سرشماری (به انگلیسی: Body Count) فیلمی محصول سال ۱۹۹۸ و به کارگردانی رابرت پاتون اسپوریل است. در این فیلم بازیگرانی همچون دیوید کاروسو، لیندا فیورنتینو، جان لگویزمائو، وینگ ریمز، دانی والبرگ و فارست ویتاکر ایفای نقش کرده‌اند.